# Costituzione dell'Anno X

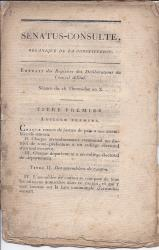
Pagina di copertina del consulto del Senato francese del 16 termidoro

La costituzione dell'Anno X è una riorganizzazione del Consolato francese avvenuta il 16 termidoro dell'Anno X (4 agosto 1802). Essa fece seguito al consulto del Senato del 14 termidoro, che proclamò, sotto condizione dell'accettazione popolare con plebiscito, il consolato a vita per Napoleone Bonaparte.
I poteri di Napoleone ne uscirono rafforzati:
- Il Senato conservatore vide aumentati i propri poteri a scapito del Corpo legislativo e del Tribunato: esso poteva modificare la Costituzione e prendere misure eccezionali. Ma esso era in contropartita sottomesso più strettamente a Bonaparte, che poteva nominare nuovi membri del Senato;
- Esso aveva il diritto di concedere l'indulto
- Esso poteva firmare solo i trattati
- Il suffragio universale veniva parzialmente abbandonato a vantaggio del suffragio per censo